# Waldhufen
Waldhufen – miejscowość i gmina w Niemczech, w kraju związkowym Saksonia, w okręgu administracyjnym Drezno, w powiecie Görlitz, siedziba związku gmin Diehsa.